# Isovaara (kullar)
Isovaara är kullar i Finland. De ligger i Kuhmo i landskapet Kajanaland, i den östra delen av landet, 500 km nordost om huvudstaden Helsingfors.